# 1729 (عدد)
عدد هاردي-رامانوجان (بالإنجليزية: Hardy-Ramanujan Number)‏ (حالة خاصة من عدد سيارة الأجرة) هو أصغر عدد طبيعي ينتج بطريقتين مختلفتين عن جمع عددين مكعبين وقيمته 1729 حيث وجد هاردي أن {\displaystyle 1729=10^{3}+9^{3}=12^{3}+1^{3}}.